# Francisco Javier Errázuriz Ossa
Francisco Javier Errázuriz Ossa (Santiago del Cile, 5 settembre 1933) è un cardinale e arcivescovo cattolico cileno, dal 15 dicembre 2010 arcivescovo emerito di Santiago del Cile.

## Biografia

### Ministero sacerdotale
È ordinato sacerdote il 16 luglio 1961. Entra nell'Istituto dei padri di Schönstatt e nel 1974 è eletto superiore generale della congregazione.

### Ministero episcopale e cardinalato
Il 22 dicembre 1990 è eletto arcivescovo titolare di Hólar e nominato segretario della Congregazione per gli Istituti di Vita Consacrata e le Società di Vita Apostolica. Riceve la consacrazione episcopale il 6 gennaio dell'anno successivo da papa Giovanni Paolo II.
Il 24 settembre 1996 viene nominato arcivescovo, titolo personale, di Valparaíso.
Il 24 aprile 1998 è promosso arcivescovo di Santiago del Cile, ufficio che ricopre fino al 15 dicembre 2010, quando papa Benedetto XVI accetta la sua rinuncia al governo pastorale dell'arcidiocesi per raggiunti limiti d'età. Gli succede l'arcivescovo Ricardo Ezzati Andrello.
Dal 1998 al 2004 è presidente della Conferenza Episcopale Cilena e, dal 1999 al 2003, vice presidente del Consiglio Episcopale Latino Americano.
Viene creato cardinale da Giovanni Paolo II nel concistoro del 21 febbraio 2001, con il titolo di cardinale presbitero di Santa Maria della Pace.
Dal 2003 al 2007 è presidente del Consiglio Episcopale Latino Americano.
Il 13 aprile 2013 papa Francesco lo nomina membro del Consiglio dei cardinali, chiamati a consigliarlo nel governo della Chiesa universale e a studiare un progetto di revisione della Curia romana; mantiene l'incarico fino al 14 novembre 2018.
Il 5 settembre 2013, al compimento dell'80º genetliaco, esce dal novero dei cardinali elettori.
L'11 luglio 2015 papa Francesco lo nomina suo inviato speciale al VI Congresso Eucaristico Nazionale del Messico, in programma a Monterrey dal 9 al 13 settembre successivi.

## Genealogia episcopale e successione apostolica
La genealogia episcopale è:
- Cardinale Scipione Rebiba
- Cardinale Giulio Antonio Santori
- Cardinale Girolamo Bernerio, O.P.
- Arcivescovo Galeazzo Sanvitale
- Cardinale Ludovico Ludovisi
- Cardinale Luigi Caetani
- Cardinale Ulderico Carpegna
- Cardinale Paluzzo Paluzzi Altieri degli Albertoni
- Papa Benedetto XIII
- Papa Benedetto XIV
- Papa Clemente XIII
- Cardinale Enrico Benedetto Stuart
- Papa Leone XII
- Cardinale Chiarissimo Falconieri Mellini
- Cardinale Camillo Di Pietro
- Cardinale Mieczysław Halka Ledóchowski
- Cardinale Jan Maurycy Paweł Puzyna de Kosielsko
- Arcivescovo Józef Bilczewski
- Arcivescovo Bolesław Twardowski
- Arcivescovo Eugeniusz Baziak
- Papa Giovanni Paolo II
- Cardinale Francisco Javier Errázuriz Ossa, P. di Schönstatt

La successione apostolica è:
- Vescovo Gaspar Francisco Quintana Jorquera, C.M.F. (2001)
- Vescovo Andrés Arteaga Manieu (2001)
- Arcivescovo Ignacio Francisco Ducasse Medina (2002)
- Vescovo Cristián Contreras Villarroel (2003)
- Vescovo Héctor Eduardo Vargas Bastidas, S.D.B. (2004)
- Arcivescovo René Osvaldo Rebolledo Salinas (2004)
- Vescovo Bernardo Miguel Bastres Florence, S.D.B. (2006)
- Vescovo Carlos Eduardo Pellegrín Barrera, S.V.D. (2006)
- Vescovo Marco Antonio Órdenes Fernández (2006)
- Vescovo Jorge Patricio Vega Velasco, S.V.D. (2010)